# Olena Koppel
Koppel Olena Arnoldivna (em ucraniano:  Коппель Олена Арнольдівна, em russo:  Коппель Елена Арнольдовна   ou Koppel Elena Arnoldovna) é um cientista política ucraniana. Ela é professora do Departamento de Relações Internacionais e Política Externa do Instituto de Relações Internacionais da Universidade Nacional Taras Shevchenko de Kiev. Koppel estuda o desenvolvimento global, os sistemas internacionais, as relações no Médio Oriente e o papel da religião nos assuntos políticos globais. Ela é laureada com o Prémio Estatal da Ucrânia em Ciência e Tecnologia.

## Carreira
Em 1977, Koppel graduou-se com um diploma de honra da faculdade de história da Universidade Nacional Taras Shevchenko de Kiev. Em 1981 ela foi candidata em ciências históricas na Taras Shevchenko National University of Kyiv, e em 1999 ela defendeu uma tese de doutoramento em ciências históricas. Ela também recebeu um Diploma do Ministério das Relações Externas da Ucrânia.
A partir de 1985, Koppel tornou-se professora assistente no Departamento de Relações Internacionais e Política Externa da Universidade Nacional Taras Shevchenko de Kiev e, em 1999, tornou-se professora lá. De 1984 a 1986, ela também foi Professora Associada do Departamento de Humanidades da Faculdade Preparatória para Cidadãos Estrangeiros da Universidade Nacional Taras Shevchenko de Kiev. Em 2000, Koppel foi pesquisadora convidada na Universidade de Münster. No mesmo ano, ela recebeu o prémio de melhor conferencista da Universidade de Kiev.
Em 1999, Koppel foi coautora de um livro-texto com Olena Parkhomchuk chamado Relações internacionais do século XX. Este texto cobre a criação do Sistema Versalhes-Washington de relações internacionais, o seu colapso após a Segunda Guerra Mundial e as relações internacionais durante e após a Guerra Fria. Em 2020, Koppel foi um dos contribuidores de uma monografia de métodos de pesquisa da Universidade Kuyavian em Włocławek. Em 2001, ela escreveu outro livro, Sistemas internacionais e política mundial. Além de livros didáticos, ela publicou livros de pesquisa original e o seu trabalho sobre as relações no Médio Oriente inclui a autoria do livro de 1999 O problema da segurança no Golfo Pérsico nos anos 70-1990.
Pelas suas contribuições para a série de livros didáticos de 2008 A Ucrânia na política mundial, Koppel foi nomeada laureada em 2012 com o Prémio Estatal da Ucrânia em Ciência e Tecnologia.
Koppel foi um dos dois co-presidentes do Conselho Científico e Metodológico do Instituto de Relações Internacionais da Universidade Nacional Taras Shevchenko.